# Gargara consocius
Gargara consocius är en insektsart som beskrevs av Walker 1859. Gargara consocius ingår i släktet Gargara och familjen hornstritar. Inga underarter finns listade i Catalogue of Life.